# Jiří Jílek (sochař)
Jiří Jílek (24. ledna 1925, Praha – 14. června 1981, Sobotín) byl český sochař, žijící a tvořící převážně v Sobotíně na Šumpersku. Ve svém díle se inspiroval literaturou, antickou a křesťanskou ikonografií, v obecném smyslu údělem člověka na zemi. Stálým motivem jeho tvorby byla láska k přírodě, zosobněná ve figurálních plastikách. Menší část jeho díla tvoří kresby a obrazy. Věnoval se rovněž psaní reflexivních textů.

## Život
Narodil se v Praze–Podolí, ale s rodiči žil několik let v Nové Sibřině, malé osadě nedaleko Újezdu nad Lesy. Později se přestěhovali do Českého Brodu, kde v letech 1936–1942 Jiří Jílek studoval na reálném gymnáziu. Následoval rok studia na jazykové škole v Praze a zbývající léta v protektorátu pracoval na různých místech v okolí. Jeho výtvarný talent se projevil při práci v keramické a hrnčířské dílně v Kostelci nad Černými lesy. Zde vytvořil soubor užité keramiky – vázy, mísy, talíře, hrnky a džbány zdobené malbou štětcem a vysokým reliéfem. V prosinci 1944 byl totálně nasazen na práci v říši (Hannover). Po válce studoval v letech 1944–1950 na Akademii výtvarných umění v Praze, v sochařském ateliéru Jana Laudy. Ještě během studií se v roce 1949 oženil a přestěhoval se s manželkou do Rudoltic v Jeseníkách. Krátce po sobě se jim narodily tři děti, dcery Anežka (*1949) a Václava (*1953) a syn Ondřej (*1950). Jiří Jílek mezitím absolvoval povinnou vojenskou službu, během níž se u něho začaly projevovat první zdravotní potíže (Bechtěrevova nemoc).

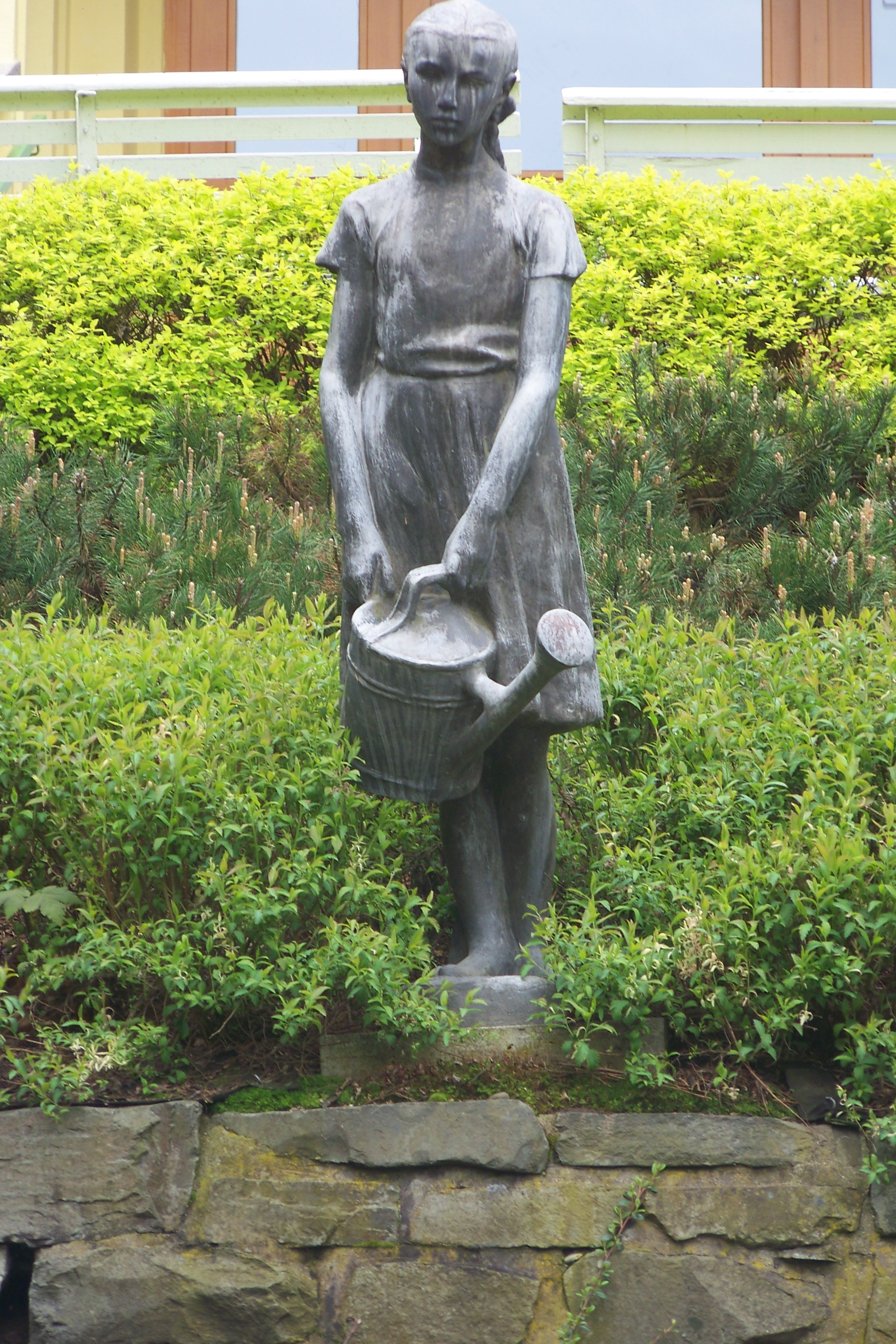
Jiří Jílek: Dívka s konví (Jindřiška) 1974, lázeňský park Teplice nad Bečvou

Od roku 1952 žil s rodinou v Sobotíně a věnoval se vlastní tvorbě sochařské a malířské. Manželka pracovala jako účetní na státním statku a byla hlavním živitelem celé rodiny. Jiří Jílek získal teprve v roce 1960 významnější uměleckou zakázku, když vyhrál soutěž na sochu pro Františkovy Lázně. V šedesátých letech byl zaměstnán jako výtvarník ve Vlastivědném ústavu v Šumperku a učil na tamní Lidové škole umění. Kvůli nemoci, která omezovala jeho pohyblivost, absolvoval léčebné pobyty ve Františkových Lázních (1958) a Jáchymově (1961). V roce 1965 podstoupil v Praze operaci, od roku 1967 byl však odkázán na invalidní vozík a francouzské hole. V roce 1968 nastoupil na několikaměsíční léčení zanedbané tuberkulózy do sanatoria v Libině a následně mu byl přiznán invalidní důchod. Přes vleklé zdravotní problémy Jiří Jílek soustavně pracoval, izolován ve svém ateliéru ročně dokončoval tři až čtyři sochy. Při realizacích mu pomáhali dcera Anežka s manželem Miroslavem Kovalem, kteří se po studiích na Akademii výtvarných umění usadili počátkem sedmdesátých let v Sobotíně. Od roku 1970 Jiří Jílek svá díla představoval na kolektivních i samostatných výstavách. Vystavoval v Olomouci (1970, 1977, 1980), v Novém Jičíně a ve Frenštátě pod Radhoštěm (1980), v Šumperku (1980).
Jiří Jílek zemřel 14. června 1981 ve věku 56 let.

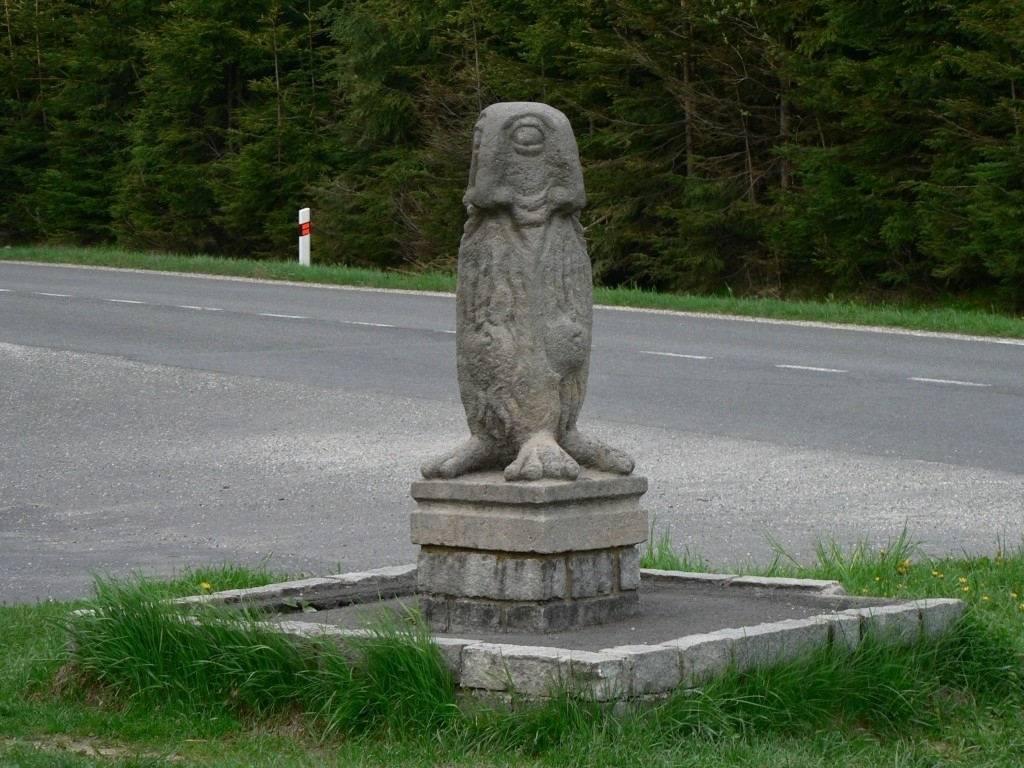
Jiří Jílek: socha skřítka (1971) na stejnojmenném horském sedle

O jeho odkaz pečují dcera Anežka a její manžel Miroslav Koval. V Šumperku v areálu Pavlínina dvora byla v roce 1993 otevřena Galerie Jiřího Jílka, jejíž součástí je stálá expozice s výběrem umělcovy tvorby. Výběr z Jílkových básní, úvah a dopisů Stýskání mé je vývěr vod vydalo v roce 1999 brněnské nakladatelství Host. Vlastivědné muzeum v Šumperku a Galerie Jiřího Jílka uspořádaly společně ve dnech 22.1.–30.3.2025 ke stému výročí umělcova narození velkou výstavu pod názvem Jiří Jílek 100/Jak by se vrátil čas.... .
Jiří Jílek je zastoupen ve sbírkách Národní galerie v Praze, Muzea umění v Olomouci, v muzeu v Opavě, ve Frenštátě pod Radhoštěm, ve Vsetíně a v Šumperku. Řadu jeho realizací lze najít i ve veřejném prostoru, např. v Šumperku je to Bludička v sadech 1. máje, busta T. G. Masaryka před knihovnou, Studánka u silnice na Červenohorské sedlo nebo Skřítek u motorestu na stejnojmenném horském sedle v Jeseníkách. Další realizace jsou v Bruntále, Teplicích nad Bečvou, Přerově, Náměšti na Hané, Lázních Jeseník aj.

## Dílo

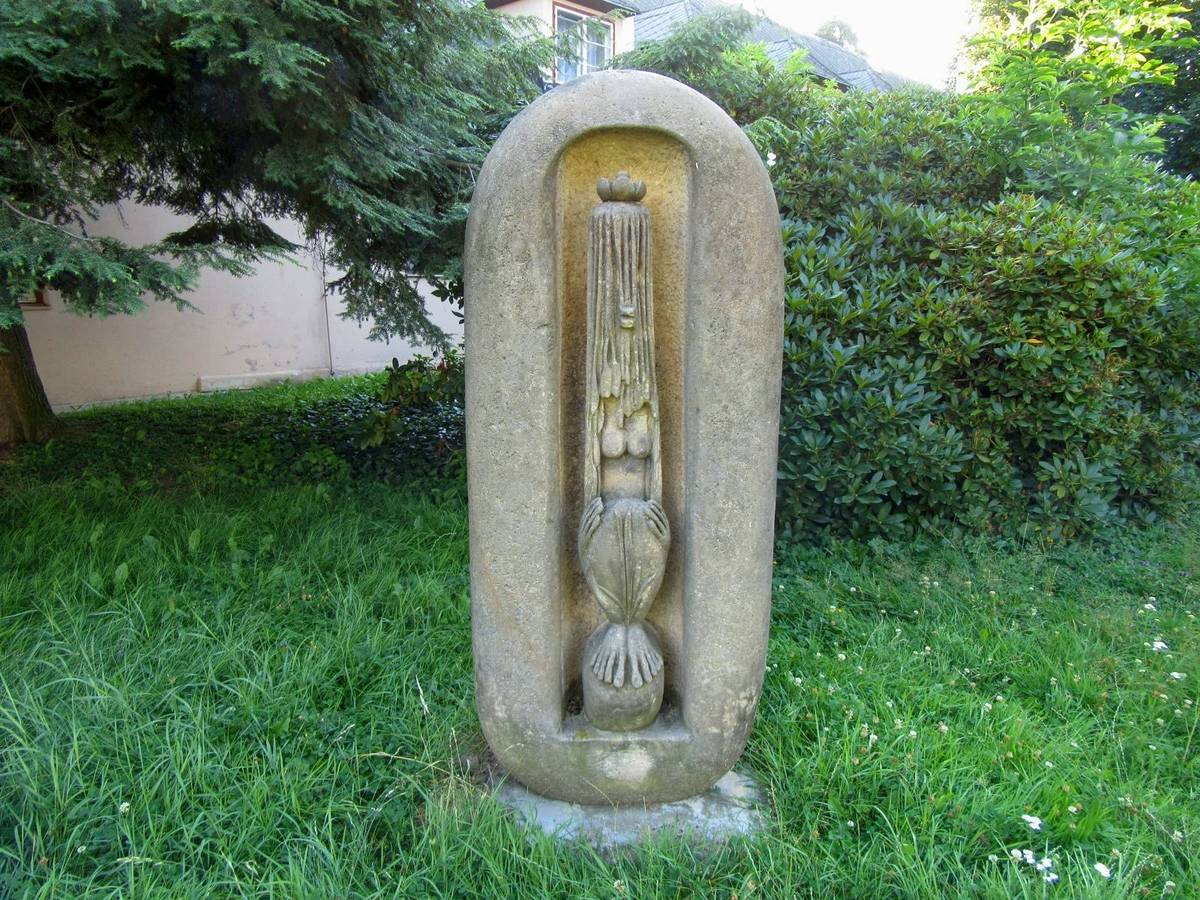
Jiří Jílek: Bludička (1976, Šumperk, Sady 1. máje)

Pro sochařské dílo Jiřího Jílka jsou charakteristické dvě formálně i obsahově protikladné polohy. Jednu část představují díla reflektující světlou stránku života (láska, mateřství, mládí, přírodní krásy, hudba). K typickým námětům patří figury představující Jezinky, Pomony, Skřítci, dívčí akty nebo reliéfy Léto na horách, Jeseníky, Pramen. Vyjadřují silné pouto k přírodě a okouzlení pastorálním způsobem života. Hledal lidský obsah, řád v přírodě. Harmonii nalézal v antickém ideálu, v souladu duše a těla, jedince a společnosti, člověka a přírody. Zvláště působivá a originální jsou díla ze sérií Pastorále a Studánky.
Druhá poloha Jílkova díla je reakcí na znepokojivé a palčivé otázky individuálního lidského údělu (zrození a smrt, bolest, utrpení) i zklamané naděje v souvislosti s politickými událostmi let 1968 a 1969 i ztrátou zdraví. Tyto temné plastiky s existenciálními náměty jsou pojednány expresivní formou (Břemeno, Pieta, Rekviem, Charón, Plamen, Kentaur, Pyrrhovo vítězství, Skloněná hlava, Křídla s břemenem). Preferovaným Jílkovým sochařským materiálem bylo dřevo, proto jeho interiérové sochy jsou z velké většiny řezby, zpracované virtuózně do velmi subtilních detailů.
Jílkova malba od raných realisticky cítěných pohledů na okolí domova v Sobotíně směřovala k imaginativním, jakoby snovým vizím krajiny Jeseníků (Jeseníky s kamenem, Jeseníky s potokem, Jeseníky s laní, 1969). Tvořil i malby a kresby s figurálními náměty (Myslitel, Šenkýřka, Autoportrét, akty), z nichž některé pak převáděl do podoby soch (Žena s ovečkou, Velikonoce). Zajímavé artefakty představují obrazy proškrabávané do lakované dřevěné desky.

## Výstavy

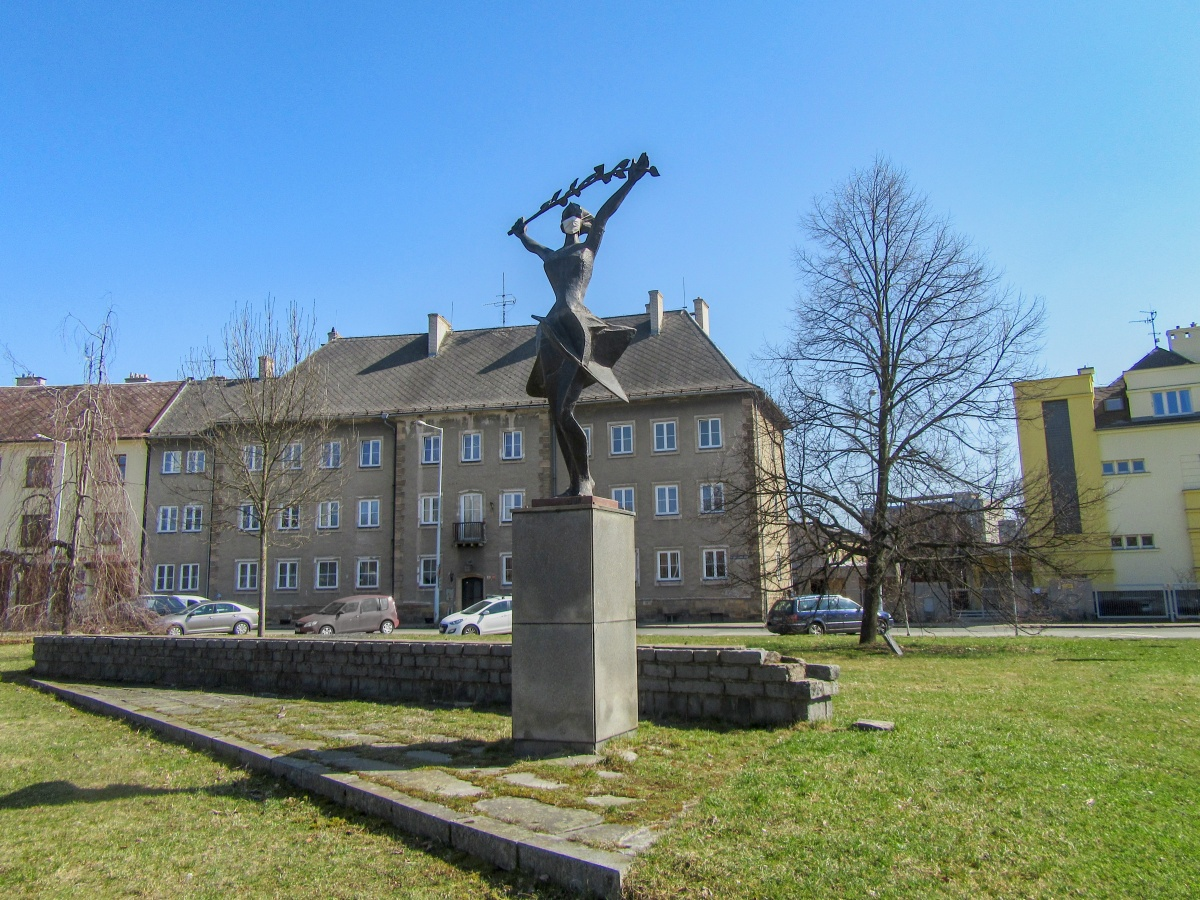
Jiří Jílek: Májový pozdrav (1967, Šumperk, Masarykovo nám.)

### Kolektivní
- 1970 – Olomouc (Galerie výtvarných umění, GVU)[9]
- 1976 – Praha (Mánes), výstava severomoravských umělců
- 1980 – Olomouc a Ostrava, výstava severomoravských umělců
- 1983 – Trenčín (Galerie Bazovského), výběr z československé komorní plastiky
- 1989 – Olomouc (Krajské vlastivědné muzeum), Současná sochařská tvorba ze sbírek GVU Olomouc
- 1992 – Žilina (GVU), Svetlo v tmách – Divadlo hudby Olomouc 1968–1989

### Samostatné
- 1977 – Olomouc (Galerie výtvarných umění, kabinet grafiky) 31.3.–8.5. Výbor ze sochařského díla
- 1980 – Nový Jičín (Žerotínský zámek) 18.5.–22.6.
- 1980 – Frenštát pod Radhoštěm (Okresní vlastivědné muzeum) 29.6.–14.9.
- 1980 – Šumperk (Okresní vlastivědné muzeum, výstavní kabinet) 5.12.1980–4.1.1981
- 1984 – Olomouc (GVU, kabinet grafiky) 5.7.–2.9.
- 1985 – Šumperk (Dům kultury, dílna) 4.1.–31.1. k nedožitým šedesátým narozeninám
- 1989 – Rýmařov (Dům kultury, malá galerie) 13.11.–24.11.
- 1990 – Šumperk (Okresní vlastivědné muzeum) 12.7.–30.9.
- 1992 – Sovinec (hrad) 7.11.1992–12.4.1993
- 1993 – Šumperk (Galerie Jiřího Jílka) 8.3.–21.3.
- 1995 – Vsetín (zámek) 10.12.1995–21.1.1996
- 1998 – Šumperk (Galerie Jiřího Jílka) 28.7.–6.9.
- 2009 – Rýmařov (Městské muzeum, galerie Octopus)[10]
- 2005 – Šumperk (Galerie Jiřího Jílka) 3.8.–4.9.
- 2010 – Šumperk (Galerie Jiřího Jílka) 6.1.–31.1.
- 2022 – Rýmařov (Městské muzeum, galerie Octopus) Jiří Jílek:Satyr v kruhu múz 3.9.–30.10.[10]
- 2025 – Šumperk (Vlastivědné muzeum a Galerie Jiřího Jílka) Jiří Jílek 100/Jak by se vrátil čas.... 22.1.–30.3. ke stému výročí narození[6]